# باینری انگشتی
باینری انگشتی (به انگلیسی: finger binary) سیستمی برای شمارش اعداد باینری و نمایش آن با استفاده از انگشتان یک یا هر دو دست است. با استفاده از این روش امکان شمارش تا عدد ۳۱ (۲۵−۱) با استفاده از انگشتان تنها یک دست یا شمارش تا عدد ۱۰۲۳ (۲۱۰−۱) با استفاده از انگشتان هر دو دست وجود دارد.

## نگارخانه

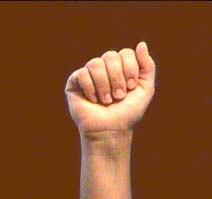
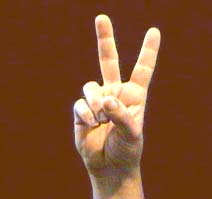
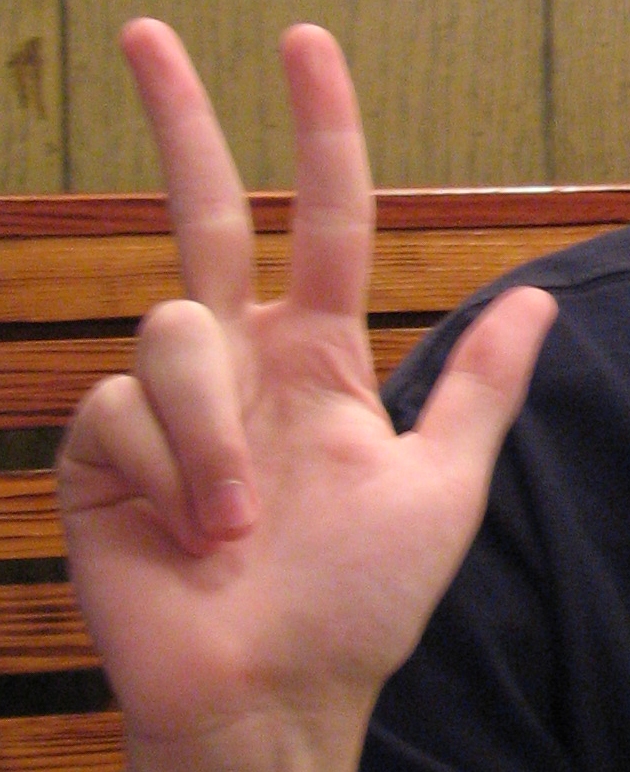
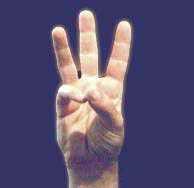
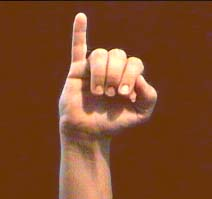
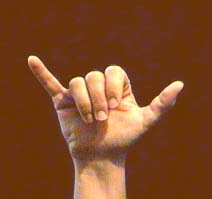
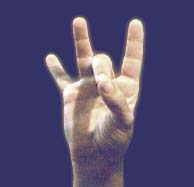
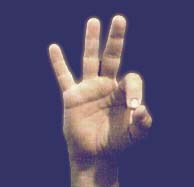
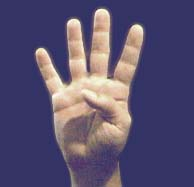
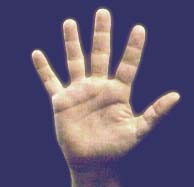
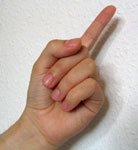
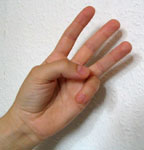
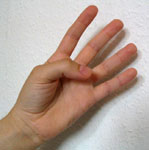
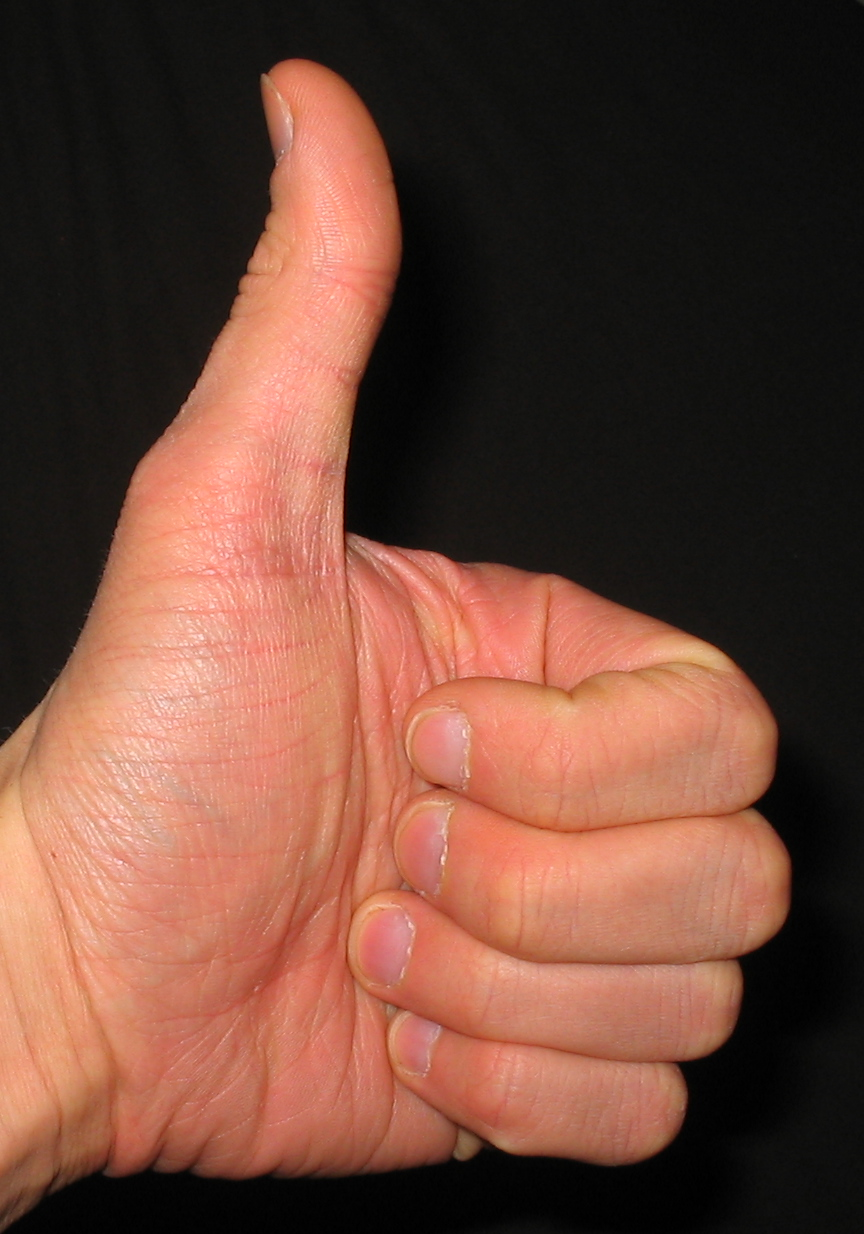
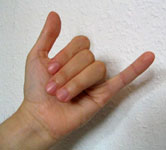
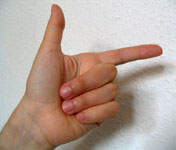
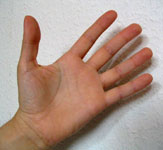